# Media Naranja
Media Naranja é uma comuna da província de Córdoba, na Argentina.